# 笹真輔
笹 真輔（ささ しんすけ、1997年7月2日 - ）は、香川県丸亀市出身のプロ野球審判員。審判員袖番号は5。

## 経歴
香川県立丸亀城西高等学校では野球部で主将を務め、3年夏の香川大会では準優勝した。高校卒業後は丸亀市のスポーツ推進課職員となり、丸亀市民球場に勤務。球場で行われていた高校野球の試合などを見て、また野球に携わりたいという思いから香川県高校野球連盟で審判を始めた。
2017年にNPBアンパイア・スクールの制度を知り、自身の技術向上のために参加。その中で刺激を受け、日本野球機構の審判員を目指すようになり、2018年のアンパイア・スクールも参加するが選考を通過できなかった。2018年の試験会場で、当時、独立リーグの四国アイランドリーグplusの審判部長を務めていた神谷佳秀から話を聞いたことで、独立リーグで審判員の経験を積むことを決める。2019年1月の同リーグ審判トライアウトに合格したため、市職員を退職した。3度目の参加となった同年12月のアンパイア・スクールで合格を果たし、2020年3月4日、日本野球機構審判部と研修審判員契約を結んだ。研修として、同年も四国アイランドリーグplusに派遣された。
2021年1月1日に日本野球機構審判部に育成審判員として入局。イースタン・リーグの審判を担当する。
2024年1月1日にNPB審判員として新規契約し、一軍戦への出場が可能となった。同年8月29日、千葉ロッテマリーンズ対埼玉西武ライオンズ17回戦（ZOZOマリンスタジアム）の三塁塁審にて一軍公式戦初出場を果たした。

## 審判員出場記録
- 出場試合数：1試合
- 初出場︰2024年8月29日、千葉ロッテマリーンズ対埼玉西武ライオンズ17回戦 三塁塁審

※記録は2024年シーズン終了時点。